# Жуткій (міноносець)
«Жуткій» — належить до міноносців типу «Лейтенант Пущін». Терміни служби — 1902—1925 рр.

## Тактико-технічна характеристика
Водотоннажність: 450 т.
Розміри: довжина — 65,8 м, ширина — 6,4 м, осадка — 2,85 м.
Швидкість ходу максимальна: 24 вузли.
Дальність плавання: 1370 миль при 12 вузлах.
Силова установка: 2 вертикальні парові машини потрійного розширення, 4 котли, 2 гвинти, 6000 к. с.
Озброєння: 2 × 1 75-мм гармати, 4 × 1 7,62-мм кулемета, 2 /× 1 надводних 457-мм торпедні апарати.
З 1912 року: 2 × 1 75-мм гармати, 2 × 1 надводних 457-мм торпедних апарати, 18 мін загородження.
З 1916 року: 2 × 1 75-мм гармати, 3 × 1 7,62-мм кулемети, 2 × 1 надводних 457-мм торпедних апарати, 18 мін загородження.
Екіпаж: 72 чол.

## Історія корабля
Замовлений в рамках суднобудівної програми на 1882—1902 рр. Спочатку передбачалося будувати в Балтиці, а потім своїм ходом — на Чорне море. Однак, через великі дипломатичні труднощі пов'язані з проводкою кораблів через протоку Босфор і Дарданелли, Морське відомство передало замовлення Південним заводам. Відповідно до контракту будувався за кресленнями 350 тонного міноносця класу «Буйний». У відмінності від прототипу, приміщення для офіцерів перепланували на окремі каюти, винесли на верхню палубу камбуз, розширили ходовий місток, встановили грот-щоглу, прибрали носовий мінний (торпедний) апарат, боєзапас торпед зменшили до 4-х і вже в процесі будови, калібр торпедних апаратів збільшили до 457 мм.
22 березня 1902 року зарахований до списків суден Чорноморського флоту, в 1902 році закладено на елінг Миколаївського Адміралтейства в Миколаєві, спущений на воду в травні 1904 року, став до строю в березні 1905 року.
До 10 жовтня 1907 року класифікувався як міноносець. Пройшов капітальний ремонт корпусу і механізмів в 1911—1913 рр. в Лазаревському адміралтействі Севастопольського порту, з заміною трубок в котлах та артилерійського озброєння.
У період Першої світової війни брав участь в набігових операціях на комунікації та узбережжя противника, ніс блокадну службу біля берегів Туреччини та Румунії, надавав артилерійську підтримку приморським флангам армії в районі Батумі, виставляв міни у протоці Босфор, висаджував розвідувально-диверсійні групи, забезпечував і прикривав від набігової і мінно-загороджувальної дії інших сил флоту, забезпечував бойову діяльність підводних човнів.
29 грудня 1917 року увійшов до складу Червоного Чорноморського флоту. У березні 1918 року поставлений на капітальний ремонт в майстерні Севастопольського військового порту, де 1 травня 1918 року був захоплений німецькими військами і в липні 1918 року, під літерою «R 11», включений до складу Військово-морських сил Німеччини на Чорному морі, але до строю не вводився.
24 листопада 1918 року був захоплений англо-французькими інтервентами, і в період з 22-го по 24 квітня 1919 року, за наказом англійського командування, був повністю виведений із ладу.
29 квітня 1919 року — звільнений частинами радянського Українського фронту і 24 червня 1919 року захоплений білогвардійцями.
Після звільнення Севастополя частинами Робочо-Християнської Червоної Армії в стрій не вводився, в 1923 році зданий «Комгосфондів» для реалізації та 21 листопада 1925 року виключений зі складу Робочо-Християнського Червоного Флоту.